# Cleto (Italia)
Cleto es una comuna de la provincia de Cosenza, en la región de Calabria (Italia).

## Leyenda sobre su origen
Durante la guerra de Troya, la reina de las amazonas Pentesilea fue muerta en combate por Aquiles. Clete, su nodriza, que la amaba tiernamente, embarcó rumbo a su patria acompañada por otras supervivientes con la idea de darle honrosa sepultura. Sin embargo, una tempestad dirigió el barco hacia la costa de Italia. Allí construyeron la ciudad que, en honor de Clete, fue llamada con su mismo nombre. Tiempo después, la ciudad entró en guerra con Crotona y Clete murió  en el enfrentamiento. Antes de morir, expresó el deseo de que todas las reinas que hubiera en la ciudad después de ella llevaran su mismo nombre.
La antigua Clete durante el dominio de los normandos cambió su nombre a Pietramala. El nombre se mantuvo así hasta 1862 cuando se convirtió en Cleto.

## Fiestas
Desde 2005, cada verano se celebra Cletarte, un festival con exposiciones de arte moderno y que cuenta con la participación de artistas de diversos lugares; noches de diferente género musical como Jazz, Folk calabrés, Clásica (como solistas y cuartetos de cuerda) u Ópera. Además, cuenta con conferencias de temática histórica, antropológica y literaria. La ciudad de Cleto es el escenario natural de estos eventos. En agosto de 2011 tuvo lugar la primera edición del evento Cletofestival, que incluye 3 días de conciertos, exposiciones y convenciones, y de gran popularidad. Entre los otros artistas que participaron estuvo presente Baba Sissoko. Teniendo en cuenta los resultados obtenidos, los organizadores, de la asociación La Piazza, han puesto en marcha una serie de eventos durante todo el resto del año que tienen por objeto revitalizar el centro histórico que mantiene las tradiciones y los sabores del pasado.

## Territorio
La ciudad está situada a una altitud de unos 200 metros sobre el nivel del mar, al pie del monte San Angelo, a pocos kilómetros del mar Tirreno. Esta ubicación le confiere un clima muy seco, con veranos calurosos e inviernos suaves. La vegetación es la típica del Mediterráneo: la zona está completamente cubierta por olivos y, en el área del río Savuto, por naranjos y limoneros. La producción de petróleo es una de las bases de la economía local, además del turismo y la agricultura en general. También hay muchos platos y productos locales. De gran interés es la fauna de la zona compuesta por un gran número de especies de aves rapaces, zorros, jabalíes e incluso lobos en la zona de montaña.

## Evolución demográfica
| Gráfica de evolución demográfica de Cleto entre 1861 y 2001 |
|                                                             |
| Fuente ISTAT - elaboración gráfica de Wikipedia             |